# Дэсимару, Тайсэн
Тайсэн Дэсимару (яп. 弟子丸 泰仙 Дэсимару Тайсэн, 29 ноября 1914 года — 30 апреля 1982 года, религиозное имя Мокудо Тайсэн) — японский буддийский учитель дзэн школы Сото-сю. Он был основателем и главным вдохновителем многих додзё и дзэн-групп на Западе и, особенно, в Европе.

## Биография
Тайсэн Дэсимару родился в префектуре Сага, на острове Кюсю. Он воспитывался своим дедом, в прошлом самураем во время Революции Мэйдзи, и своей матерью, страстной последовательницей Дзёдо-синсю, японской ветви школы Чистой Земли. Из любопытства Дэсимару отдалился от буддийских практик для изучения христианства под руководством протестантского пастора. Позже он вернулся к буддизму как последователь школы Риндзай, которую однако в дальнейшем также оставляет. Кроме того, Дэсимару становится неудовлетворённым своей жизнью бизнесмена.
Во время Второй мировой войны Дэсимару был уволен со службы в армии из-за близорукости и был отправлен в Индонезию.
В 1951 году Дэсимару встречает известного мастера Сото-дзэн Кодо Саваки, наставлениям которого он решает следовать, и с того времени посвящает себя полностью практике Сикантадза.
Дэсимару получил ординацию монаха незадолго до того, как его учитель Саваки серьёзно заболел. Выполняя желание Саваки распространить буддизм на Западе, Дэсимару после смерти Саваки в 1965 году, отправляется с этой целью во Францию. Воспользовавшись Транссибирской магистралью, в 1967 году он приезжает в Париж, где вначале работает в макробиотическом магазине. Не зная никаких европейских языков, кроме примитивного английского, он практиковал дзадзэн на заднем дворе магазина, что постепенно привлекало учеников, которых он знакомил с дзэн.
В 1970-х годах он получил передачу дхармы от мастера Ямады Рэйрина и стал Кайкёсоканом (Kaikyosokan) в Европе.
Дэсимару основал более 100 додзё в Европе, Северной Африке и Канаде, а также в 1970 году — Международную ассоциацию дзэн (Association Zen Internationale, AZI), и в 1979 году — храм Жандроньер (фр. La Gendronnière) в долине Луары, который стал первым и самым большим дзэн-храмом во всей Европе. Согласно реестра храма, тут было рукоположено́ более 500 монахов и монахинь, и более 20 000 человек практиковали в его стенах.
Тайсэн Дэсимару умер в 1982 году в Японии от рака поджелудочной железы.
По значению деятельность Дэсимару по распространению дзэн-буддизма в Европе можно сравнить со знаменитым популяризатором дзэн-буддизма в США Дайсэцу Судзуки.

## Работы
- Maître et Mystiques vivants collection dirigée par Marc de Smedt. Zen et arts martiaux. — ed.SEGHERS, 1977.
- Maître Taisen Deshimaru, Albin Michel. L'anneau de la Voie. — Spiritualités vivantes. — ISBN 2-226-06352-8.
- Textes fondamentaux du Zen commentés par Maître Deshimaru, Albin Michel. L'autre rive. — Spiritualités vivantes. — ISBN 2-226-03302-5.
- Maître Taisen Deshimaru, Albin Michel. L'esprit du Ch'an,Aux sources chinoises du Zen. — Spiritualités vivantes. — ISBN 2-226-11429-7.
- Taïsen Deshimaru, Albin Michel. La Pratique du zen. — Spiritualités vivantes, 1981. — ISBN 2-226-01287-7.
- 120 contes Zen racontés par Maître Deshimaru, Albin Michel. Le bol et le bâton. — Spiritualités vivantes, 1986. — ISBN 2-226-02684-3.
- Taïsen Deshimaru, Albin Michel. Le Trésor du zen. — Spiritualités vivantes, 2003. — ISBN 2226138722.
- Maître Taisen Deshimaru, Introduction au Shobogenzo. Vrai Zen. — Edition AZI. — ISBN 2-901844-13-8.
- Taïsen Deshimaru, préface d'Evelyne de Smedt, Albin Michel. Zen et Vie quotidienne : La Pratique de la concentration. — Spiritualités vivantes, 1985. — 314 с. — ISBN 2-226-02247-3.